# Croton verbascoides
Espèce
Croton verbascoides est une espèce de plantes à fleurs du genre Croton et de la famille des Euphorbiaceae, présente dans l'État brésilien du Minas Gerais.
Elle a pour synonymes :
- Cieca verbascifolia (Müll.Arg.) Kuntze
- Julocroton verbascifolius Müll.Arg.
- Julocroton verbascifolius var. angustifolius Chodat & Hassl.